# Aventura (Florida)
Aventura es una ciudad ubicada en el condado de Miami-Dade en el estado estadounidense de Florida. En el Censo de 2020 tenía una población de 40,242 habitantes y una densidad poblacional de 3.938,33 personas por km².

## Geografía
Aventura se encuentra ubicada en las coordenadas 25°57′37″N 80°7′59″O / 25.96028, -80.13306. Según la Oficina del Censo de los Estados Unidos, Aventura tiene una superficie total de 9.08 km², de la cual 6.87 km² corresponden a tierra firme y (24.36%) 2.21 km² es agua.

## Demografía
Según el censo de 2010, había 35.762 personas residiendo en Aventura. La densidad de población era de 3.938,33 hab./km². De los 35.762 habitantes, Aventura estaba compuesto por el 90.45% blancos, el 3.86% eran afroamericanos, el 0.11% eran amerindios, el 1.81% eran asiáticos, el 0% eran isleños del Pacífico, el 2.04% eran de otras razas y el 1.71% pertenecían a dos o más razas. Del total de la población el 35.79% eran hispanos o latinos de cualquier raza.

## Educación
Las Escuelas Públicas del Condado de Miami-Dade sirve a Aventura.
- Escuela Primaria Ojus
- Escuela Primaria Greynolds Park
- Escuela Primaria Virginia A. Boone Highland Oaks
- Centro K-8 Waterways (Aventura)
- Escuela Intermedia Highland Oaks
- Escuela Secundaria North Miami Beach
- Escuela Secundaria Dr. Michael M. Krop

El gobierno municipal de Aventura gestiona la Aventura City of Excellence School (ACES), una escuela charter K-8. Es la primera escuela charter de un gobierno municipal de Florida.
El Sistema de Bibliotecas Públicas de Miami-Dade gestiona las bibliotecas públicas:
- Northeast Branch Library (Aventura)
- Sunny Isles Beach Branch Library
- California Club Branch Library